# HMS Lancaster (1694)
Pour les autres navires du même nom, voir HMS Lancaster.
Le HMS Lancaster est un vaisseau de ligne de troisième rang portant 80 canons lancé en 1694 pour la Royal Navy.

## Conception
Le HMS Lancaster est lancé en 1694, et porte 80 canons sur deux ponts. En 1719, grâce au 1719 Establishment (en), il est reconstruit et relancé en 1722, avec le même nombre de canons, mais sur trois ponts. En 1743 il retourne au chantier et retrouve ses deux ponts initiaux, mais il n'emporte plus que 66 canons. 